# Gmina Kristianstad
Gmina Kristianstad (szw. Kristianstads kommun) – gmina w Szwecji, w regionie Skania, z siedzibą w Kristianstad.
Kristianstad zamieszkuje 75 592 osób, z czego 51,15% to kobiety (38 666) i 48,85% to mężczyźni (36 926). W gminie zameldowanych jest 2867 cudzoziemców. Na każdy kilometr kwadratowy przypada 41,34 mieszkańca.